# 大城头遗址
大城头遗址，是位于中国安徽省合肥市肥东县包公镇小程村的一个新石器时代至商周时期古遗址，1956年被安徽省人民委员会公布为第一批省级文物保护单位，1981年由安徽省人民政府重新公布为第一批安徽省文物保护单位。
大城头遗址面积4000平方米，有夹砂红陶质的新石器时代鼎足器件遗物和夹砂黑、红陶质商周鬲足、罐器件遗物，出土的物件类型有陶片、蚌刀、石斧等。